# بني بشير (همدان)

تعديل مصدري - تعديل

بني بشير هي إحدى قرى عزلة جشم بمديرية همدان التابعة لمحافظة صنعاء، بلغ تعداد سكانها 1823 نسمة حسب تعداد اليمن لعام 2004.